# The Setting Son
|  | Sammenskrivningsforslag Artiklen Sebastian T.W. Kristiansen er foreslået føjet ind i The Setting Son. (Siden februar 2017) Diskutér forslaget |

The Setting Son, alias Sebastian T.W. Kristiansen, er en psykedelisk pop-sanger og sangskriver fra Danmark.

## Diskografi
- Before I Eat My Eyes & Ears LP/DD (2012)
- Are You the One? – single DD (2011)
- Spring Of Hate LP/CD/DD (2009)
- Soulmate – single CD/DD (2009)
- The Setting Son LP/CD/DD (2007)
- In A Certain Way – single 7"/DD (2007)